# ميك جاكسون
ميك جاكسون (بالإنجليزية: Mick Jackson)‏ هو مغني وكاتب أغاني وموسيقي بريطاني، ولد في 2 نوفمبر 1947 في مونستر في ألمانيا.

## وصلات خارجية
- ميك جاكسون على موقع IMDb (الإنجليزية)
- ميك جاكسون على موقع ميوزك برينز (الإنجليزية)
- ميك جاكسون على موقع أول ميوزيك (الإنجليزية)
- ميك جاكسون على موقع ديسكوغز (الإنجليزية)
- ميك جاكسون على موقع قاعدة بيانات الفيلم (الإنجليزية)